# Sven Ohlsson (lottatore)
Sven Johan August Ohlsson, noto anche con lo pseudonimo di Brand-Olle (Gällaryd, 25 febbraio 1886 – Hägersten, 26 aprile 1961), è stato un lottatore svedese, specializzato nella lotta greco-romana.

## Biografia
Originario di Gällaryd, fu tesserato per la polisportiva Djurgårdens Idrottsförening sull'isola di Djurgården a Stoccolma e per il Brandkårens IK.
Rappresentò la Svezia ai Giochi olimpici estivi di Stoccolma 1912, dove fu eliminato secondo turno del torneo dei pesi medi, dopo aver perso per schienamento contro l'olandese Jan Sint e ai punti contro l'ungherese Árpád Miskey.
Otto anni più tardi, fece parte della spedizione svedese all'Olimpiade di Anversa 1920, gareggiando nella categoria dei pesi mediomassimi, in cui sconfisse il francese Jean Douvinet e fu eliminato ai sedicesimi dallo statunitense Frank Maichle.